# 슈피겔 사건
1962년 10월 8일 서독의 주간지인 슈피겔은 서독의 방위 전략에 몇 가지 심각한 결점이 있을 지적한 북대서양조약기구의 문서인 팔렉스 62Fallex 62를 기사화했다. 다음날 연방 검사는 국가 기밀이 누설된 것인지를 좌하기 위해 사전 심의를 시작했아며, 국방부 장관에게 기밀이 새어나간 적이 있는지를 물었다. 10월 19일 국방부는 슈피겔이 밝혀서는 안 되는 국가의 비밀 정보를 가지고 있었다고 답했다. 10월 23일 연방 법원 판사는 슈피겔의 사주인 루돌프 아우크슈타인Rudolph Augstein과 편집자들에 대해 영장을 발부했다.
10월 26일에서 27일 사이의 밤에 함부르크와 본에 있는 편집실이 수색을 당했으며, 함부르크의 본사는 11월 26일까지 폐쇄되었다. 아우크슈타인과 몇 명의 편집자들이 체포되었다. 스페인에서 휴가를 보내고 있던 국방부 출입 기자이자 편집국장인 콘라트 알러스Conrad Ahlers는 스페인 경찰에 체포되어 본국으로 송환되었다. 그에 대한 불법적인 체포 명령은 국방부 장관 슈트라우스가 내린 것이었다. 영장이 발부된 지 얼마 지나지 않아 한밤중에 저명한 언론인들을 체포한 사실이 밝혀지자 여론이 들끓었다. 10월 25일 회의에서 열린 논의에서 슈트라우스는 자신이 권력을 남용했다고 밝힌 슈피겔의 기사는 전혀 근거가 없는 것이라고 주장했다. 많은 이들은 슈트라우스가 보복으로 슈피겔 기자들을 체포한 것이라고 추측했다.
11월 7일 아데나워 수상이 슈피겔이 돈 때문에 반역죄를 저질렀다고 비난을 함으로써 상황은 더욱 나빠졌다. 더욱이 법무부 장관이 언론인들을 체포한 데 대한 보고를 받지 못했다는 것이 드러났으며, 내무부 장관은 자신이 위법 행동을 했음을 인정하면서 오직 나라를 위해서 한 일이었다고 사과하는 사태로까지 확대되었다.
슈트라우스가 이 사건에서 자신이 한 일에 대해 의회에서 거짓말을 했다는 것이 밝혀졌다. 관례대로 의회는 슈트라우스에게 사임을 요구했으나 그는 응하지 않았다. 에리히 멘데Erich Mende는 자유민주당은 더 이상 슈트라우스와 함께 정부에 남아 있을 수 없다고 선언했으며, 자유민주당 소속 장관 다섯 명이 사퇴했다. 기독교민주연합·기독교사회연합 소속 장관들도 차례로 사퇴했다. 그리하여 아데나워는 슈트라우스를 제외시키고 다시 자유민주당과 새로운 연립 정부를 구성했다.
슈피겔 사건은 긍정적인 면과 부정적인 면을 동시에 가지고 있었다. 그것은 상당히 의심스러운 방법으로 언론의 자유를 통제하려는 시도로서 독일에서는 그와 유사한 선례가 많았다. 하지만 법은 지켜졌으며 민주적인 의회 제도가 존중되었고 행정부 관리들이 분노한 여론에 의해 모욕을 당했던 것이다. 결국 민주주의가 수호되었으며 언론의 자유가 확고하게 보장되었다.

## 참고 자료
- 마틴 키친, 《사진과 그림으로 보는 케임브리지 독일사》, 시공사, 유정희 옮김, 2006년 ISBN 89-527-1647-7